# Port Las Palmas
Port Las Palmas (hiszp. Puerto de Las Palmas albo Puerto de la Luz) – port morski w mieście Las Palmas de Gran Canaria na wyspie Gran Canaria w archipelagu Wysp Kanaryjskich.
Port obsługuje ruch towarowy, pasażerski, statki rybackie i sportowe.

## Historia
Od kilku stuleci Wyspy Kanaryjskie, położone na szlakach morskich z Europy do Afryki i Ameryki Południowej oraz Środkowej były ważnym punktem rejsów. Pozwalały dawnym statkom uzupełnić zapasy wody i żywności. Statki płynące do Europy mogły również zabrać ładunek owoców. 
Szybki wzrost znaczenia portu nastąpił na początku ery parowców, kiedy to stworzenie siatki odpowiednio rozmieszczonych miejsc, gdzie parowce mogły uzupełnić zapasy węgla pozwalało na ekonomiczniejsze podróże, gdyż przy częstym bunkrowaniu statki mogły zabrać więcej ładunku. Kilka firm zaopatrujących statki w węgiel (głównie angielskich) założyło swoje składy na Gran Canarii. Dodatkowym atutem było ustanowienie w 1852 portu bezcłowego.
Stary port San Telmo, składający się z jednego nabrzeża, oferującego bezpieczny postój tylko przy dobrej pogodzie stał się niewystarczający. W 1883 rozpoczęto budowę nowego portu, w miejscu osłoniętym od przeważających wiatrów i z dogodnym dnem. Budowę w latach 1883-1903 prowadziła brytyjska firma Swanston and Company według projektu i pod nadzorem pochodzącego z Telde inżyniera Juana León y Castillo.
Dzięki zabiegom dyplomatycznym większość handlu węglem była w rękach firm brytyjskich. Wpływy brytyjskie były też widoczne w innych dziedzinach.
Duży ruch parowców, z których większość zawijała do Las Palmas spowodował wzrost popularności Wysp Kanaryjskich w ówczesnym ruchu turystycznym. Armatorzy przystosowywali swe statki do przewozu pasażerów a także inwestowali w infrastrukturę turystyczną na wyspie, od hoteli po angielskie gazety. 
Obroty i znaczenie Las Palmas rosły szybko aż do I wojny światowej, kiedy to nastąpiło załamanie żeglugi. Po wojnie odbudowa znaczenia nie była tak szybka jak się spodziewano. Jednym z powodów była ówczesna recesja, drugim zaś pojawienie się statków używających paliw płynnych.

## Współczesność
Dzięki położeniu na skrzyżowaniu szlaków i w pobliżu bogatych łowisk, a także popularności wśród turystów i statusowi specjalnej strefy ekonomicznej port Las Palmas w dalszym ciągu należy do najważniejszych portów na środkowym Atlantyku. 
Połączenia morskie łączą Las Palmas z 510 portami w 135 krajach. 3 terminale kontenerowe mogą przeładować 3 miliony TEU rocznie. Stocznie i warsztaty zapewniają wszelkie potrzebne naprawy, remonty i usługi. Stoczniowy podnośnik może pomieścić statki o ciężarze do 30 tysięcy ton. Statki pasażerskie przywożą rocznie około miliona pasażerów. Przystań jachtowa może pomieścić 1150 jednostek. 
Port ma nabrzeża o łącznej długości 14 km, z głębokościami od 5 do 22 metrów. Do obsługi statków ro-ro gotowych jest 10 ramp.

### Wielkość przeładunków
W 2009 w porcie Las Palmas odprawiono 9679 statków, przeładowano 21,2 miliona ton ładunków w tym: 4,5 miliona ton ładunków płynnych, 753 tysiące ton ładunków masowych suchych, 13,7 miliona ton drobnicy i 4 tysiące ton złowionych ryb. Przeładunki kontenerów wyniosły 1 milion TEU. Na statki dostarczono 2 miliony ton zaopatrzenia.